# 29747 Acorlando
A 29747 Acorlando (ideiglenes jelöléssel (29747) 1999 BJ25) a Naprendszer kisbolygóövében található aszteroida. A LINEAR projekt keretében fedezték fel 1999. január 18-án.